# مرحبا يا جاري
فيلم مرحباً يا جاري (بالإنجليزية: Hi, Neighbor)‏ هو فيلم أمريكي كوميدي إخراج تشارلز لامونت عام 1942 وكتابة دوريل ماكغوان وستيوارت ماكغوان.
وتمثيل جان باركر وجون آرتشر وجانيت بيتشر وغيرهم. وإنتاج شركة ريببلك بيكتشرز.

## روابط خارجية
- مرحباً يا جاري على موقع IMDb (الإنجليزية)
- مرحباً يا جاري على موقع أول موفي (الإنجليزية)
- مرحباً يا جاري على موقع فيلمافينيتي (الإسبانية)
- مرحباً يا جاري على موقع قاعدة بيانات الفيلم (الإنجليزية)
- مرحباً يا جاري على موقع ليتربوكسد (الإنجليزية)
- مرحباً يا جاري على موقع كينوبويسك (الروسية)